# Щ (паровоз)
Паровоз Щ (в просторечии «щука») — паровоз типа 1-4-0, выпускавшийся в Российской империи и Советской России с 1906 по 1918 год.

## История проекта

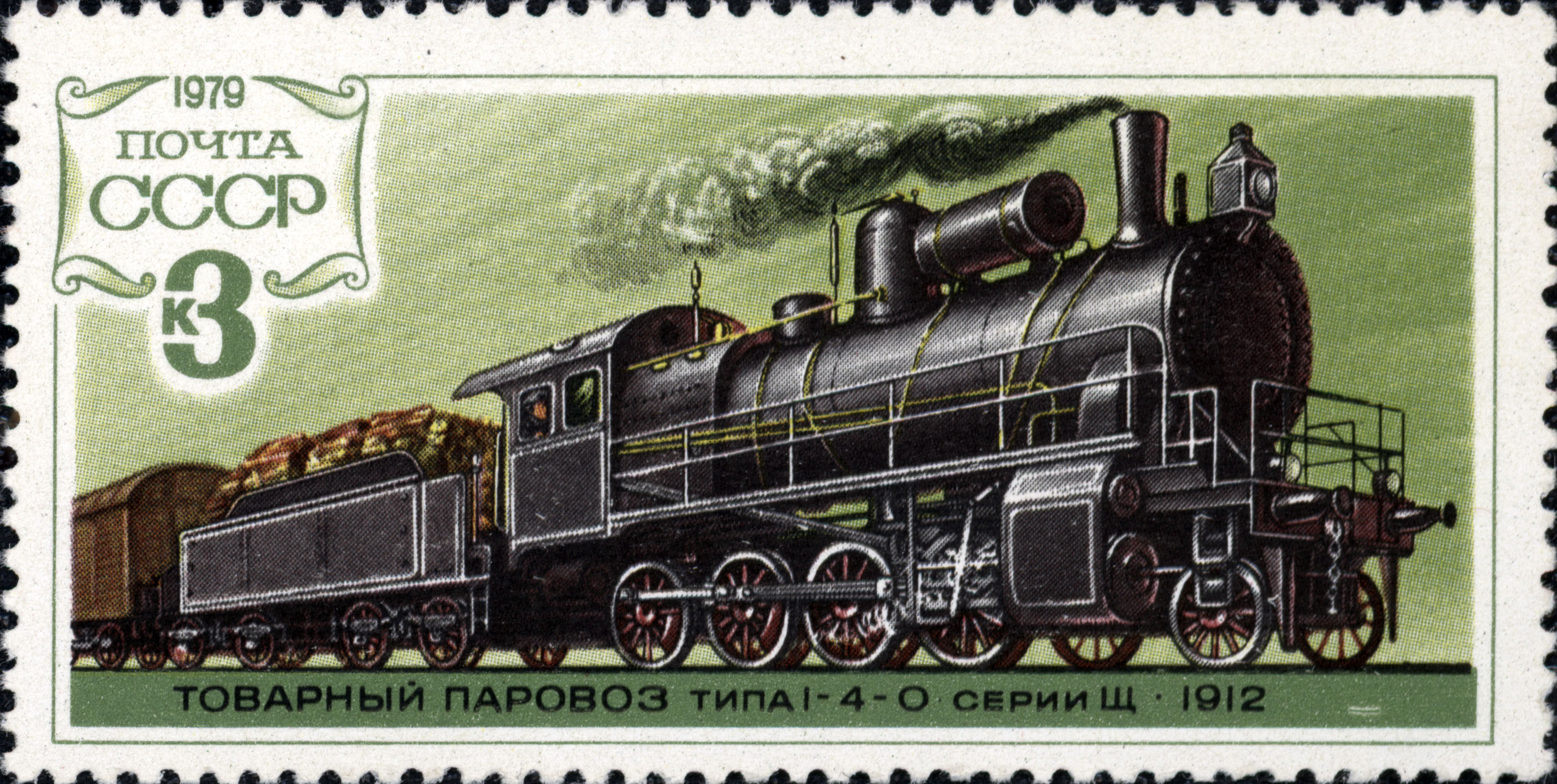
Почтовая марка СССР, изображающая паровоз Щ типа 1-4-0.

В 1905 году на железных дорогах Российской империи вследствие русско-японской войны появилась потребность в более мощных паровозах, чем паровозы нормального типа серии О. В этот период на казённых железных дорогах проводилась массовая замена износившихся рельсов и рельсов лёгких типов более тяжёлыми. В связи с вышеназванными обстоятельствами целесообразно было строить более мощные и тяжёлые паровозы. В 1905 году министр путей сообщения К. С. Немешаев поручил профессору Н. Л. Щукину дать предложение о новом типе товарного паровоза для казённых железных дорог.
Несмотря на то, что на дорогах Европы уже работали паровозы типа 0-5-0, профессор Н. Л. Щукин решил ограничиться типом 1-4-0, взяв за основу сконструированный В. И. Лопушинским паровоз серии Ш Китайско-Восточной железной дороги. С целью накопления опыта работы этих паровозов на казённых железных дорогах 10 паровозов были направлены на Екатерининскую железную дорогу.
Техническое бюро Харьковского паровозостроительного завода под руководством инженера А. С. Раевского в 1906 году спроектировало паровоз с двухцилиндровой компаунд-машиной типа 1-4-0. В том же году Харьковский завод построил один паровоз (он получил обозначение Юх3501). Паровоз был направлен на Екатерининскую дорогу.
Новые паровозы получили серию «Ю» добавлением букв, обозначающей завод-изготовитель (х — харьковский, п — путиловский и т. д.). Локомотив известен как «нормальный тип 1905 г.», и он стал последним паровозом в России, спроектированным по нормам паровозов XIX века. В 1912 году паровозы этого проекта получили обозначение серии «Щ» по фамилии профессора Н. Л. Щукина.

## Конструкция и параметры
Щукин остановился на осевой формуле 1-4-0. За основу взяли паровоз В. И. Лопушинского серии Ш Владикавказской дороги, проектирование выполнили сотрудники Харьковского паровозостроительного завода под руководством инженера А. С. Раевского.
Конструкция создавалась по хорошо отработанным нормам конца XIX в.: котел приблизили к раме, небольшую топку поместили внутри неё, паровую машину приняли системы компаунд, от пароперегревателя отказались. По сравнению с паровозом серии Ш размеры цилиндров и движущих колес не изменились. Хотя давление в котле увеличили с 13 до 14 кг/см2, что требовало увеличения топки, площадь колосниковой решетки осталась прежней. Паровозы сразу же объявили «Нормальным типом», что в военных целях предусматривало их массовое производство и делало обязательными для всех казённых дорог. В 1912 г. эти локомотивы получили серию Щ по фамилии автора первоначальной идеи.
Не успев родиться, детище Н. Л. Щукина и А. С. Раевского начало устаревать (В. Лопушинский создал Ш аж в 1901 году!) Стремительно развивавшееся паровозостроение предлагало новые решения — пять движущих осей, перегреватель пара, топку, вынесенную за раму. Однако Министерство путей сообщения перенимать подобные новации не спешило.
Первые паровозы построили на Харьковском заводе в 1906 г. Нагрузка на движущие колесные пары вместо 15 достигала 17 т, что было недопустимо (у взятого за основу Ш В. Лопушинского нагрузка на ось составляла 15,3 тс). Ещё два года члены различных комиссий и конструкторы Путиловского завода занимались облегчением паровоза, в результате нагрузку на ось удалось снизить до 16 т. Хотя локомотивы удовлетворяли основным требованиям — преодолевать 8 ‰ подъёмы с товарными поездами из 43 двухосных вагонов со скоростью 16 км/ч, железные дороги ими не были довольны.
Паровозы потребляли слишком много топлива, неодинаковые усилия от левого и правого цилиндров и отсутствие боковых разбегов движущих колесных пар приводили к быстрому износу экипажа. Нерационально спроектированная топка усложняла ремонт котла, например, для замены огневой коробки приходилось частично разбирать его. Виновницей многих бед оказалась и непродуманная система смазки бегунковой тележки — масло приходилось заливать, лежа под паровозом на спине, и оно проливалось на смазывающего. Охотников заниматься этим делом было мало, при прохождении кривых несмазанные тележки заклинивало и локомотив сходил с рельсов. Скорости же товарных составов на большинстве дорог ограничивались как слабостью ручных тормозов (автоматических ещё не было), так и состоянием пути.
Испытания, проведенные профессором Ю. В. Ломоносовым, выявили некоторые возможности улучшения тяговых свойств и окончательно доказали, что паровоз типа 1-4-0 успешно может применяться для вождения легких товарных составов с большой (50—60 км/ч) скоростью на равнинных участках. На большинстве русских железных дорог со сложным профилем паровозы Щ оказались неэффективными. Это вызвало резкую и долгую полемику между Ломоносовым и Щукиным. Первый, основываясь на результатах разработанной им методики испытаний паровозов и исходя из практических нужд дорог, ратовал за локомотивы простых и рациональных конструкций. Второй, будучи заместителем министра путей сообщения и председателем Комиссии подвижного состава и тяги, решавшей все вопросы казённого паровозостроения, всячески продвигал «свой» локомотив. Эти споры не прекращались до 1910-х гг., когда на смену машинам 1-4-0 начали по инициативе частных дорог пробиваться 0-5-0. Имеющиеся на дорогах экземпляры серии Э настолько превосходили «щуку» по всем мыслимым параметрам, что даже административный рычаг в лице профессора Щукина не смог ничего им противопоставить.
Посредственные качества и относительная многочисленность серии Щ заставляли многократно её совершенствовать. Лучше других показали себя Щч, оснащенные пароперегревателем А. О. Чечотта и компаунд-машиной, но и они не смогли даже приблизиться к локомотивам с пятью движущими осями.
Массовое строительство паровозов серии Щ продолжалось до 1914—1915 гг., когда уже всем стало ясно, что они не справляются с воинскими перевозками и должны быть заменены современными паровозами Э. Понемногу Щ выпускали до 1918 года, всего же изготовили около 2000 паровозов, передававшихся только казённым дорогам. Владельцы частных, обладая большими практичностью и свободой выбора, предпочитали 0-5-0 Э и значительно усовершенствованные по сравнению с «овечками» (Ов) локомотивы типа 0-4-0 серий Ѵ (ижица) и Ы.

## Выпуск паровозов
Всего с 1906 по 1918 год было построено 1910 паровозов этой серии. Все заводы, входившие в Русское паровозостроительное общество строили паровозы серии Щ, а в 1911 году паровозы строил также Николаевский судостроительный завод.

## Распространение паровозов
Паровозы поступали на казённые железные дороги Российской империи, а также на заказавшие эти паровозы акционерные дороги: Юго-Восточные, Рязано-Уральскую, Северо-Донецкую.

## Ремонт и модернизации паровозов
Ремонтировались многими паровозоремонтными заводами, в частности Изюмским заводом.
В 1945 году группой инженеров Центрального научно-исследовательского института НКПС были проведены работы по реконструкции паровоза Щ-р. Была целиком изменена топка. Этим достигнуто более экономное расходование угля, усилены перегрев пара и качество образуемого пара. Расходуя на 30 % меньше топлива, локомотив благодаря реконструкции стал мощнее в два раза. Работы по реконструкции производил Улан-Удэнский локомотивовагоноремонтный завод.

## Судьба паровозов
Паровозы серии Щ и их разновидности работали на многих линиях в начале XX века (Попасная-Купянск, Ростов-Иловайск, Мариуполь-Волноваха-Донецк-Авдеевка-Чаплино-Синельниково-Екатеринослав-Пятихатки, Мушкетово-Ясиноватая-Авдеевка, Киев-Коростень-Сарны, Киев-Жмеринка-Одесса, Фастов-Знаменка, Полтава-Лозовая, Белгород-Курск, Белгород-Харьков, Белгород-Купянск, Ковель-Люблин-Ивангород, Москва-Курск, Обухово-Вятка, Вятка-Екатеринбург) вплоть до прихода им на замену более мощных и совершенных паровозов серий Е и Э — двойной тягой. Со второй половины 1920-х годов они были естественно вытеснены на равнинные дороги с легким профилем, например, Ленинград-Москва.
Паровоз Юп-4504, принимавший участие в освобождении Таганрога от войск Добровольческой армии, увековечен в виде памятника погибшим железнодорожникам на площади Восстания в Таганроге. Так как паровозов ни Щ, ни, тем более, Ю к моменту основания памятника в 1976 году не сохранилось, то в качестве Юп использован (вот настоящая ирония судьбы) паровоз Эг-5504 (http://wikimapia.org/93440/ru/Паровоз-памятник-Юп-4504-Эг-5504).
Последним участком, на котором в 1950-е годы ещё работали «щуки», была 300-километровая линия Мары-Кушка Ашхабадской железной дороги, самая южная в Советском Союзе.
Последний Щ-2022 исключили из инвентаря Министерства путей сообщения в 1961 году. Некоторое время «щуку» можно было увидеть работающей на заводских ветках.
Паровоз Щ оказался последним товарным, спроектированным по сложившимся к концу XIX века законам локомотивостроения. Конструктивные принципы XIX века не могли обеспечить потребности XX века, для более мощных локомотивов понадобились иные конструкторские решения. Созданием паровоза Щ закончился первый этап истории русской школы паровозостроения.

## В кино
Паровоз Щ-185 снимался в художественном фильме Пароль не нужен.